# Korabwaterval
De Korabwaterval (ook bekend als de Proifel waterval) is een waterval in de bovenstroom van de rivier de Dlaboka op de berg Korab in Noord-Macedonië tegen de grens met Albanië. In het voorjaar vormt de waterval zich door de smeltende sneeuw op de oostkant van de Korabtop. De waterval varieert in lengte en intensiteit gedurende het seizoen. Het is de hoogste waterval in Noord-Macedonië en van de Balkan. 
Er zijn meerdere bronnen over de lengte van de waterval en de berekende val van het water varieert tussen de 100 en 138 meter.  De exacte hoogte kan variëren omdat er verschillende punten kunnen worden genomen als de boven- en onderkant van de waterval. De bovenste punt is op ongeveer 2120 meter boven de zeespiegel, en de onderste ongeveer 1990 meter.
De hoogste waterstanden zijn in eind mei en begin juni, daarna daalt het waterniveau tijdens de zomer. Tijdens droge zomers kan de waterval uitdrogen in eind augustus en september. 
De beste route naar de waterval loopt door de rivierkloof. Die is toegankelijk zowel vanuit de linkeroever van de rivier door de dorpen Nistrovo en Zuznje, als vanuit de rechteroever van Bibaj, onder Kabash Peak. De routes zijn slecht aangegeven, bedekt met begroeiing, en er zijn verschillende onbeveiligde rivierovergangen.